# Ichneumonoidea
Los icneumonoideos (Ichneumonoidea) son una superfamilia de himenópteros del suborden Apocrita. Se han descrito más de 100.000 especies; siendo considerados controladores biológicos de especies nocivas. Muchas especies utilizan Polydnavirus (PDV), para que al poner sus huevos en el interior del huésped el sistema inmunitario de este no lo rechace; existen dos tipos de este virus, Ichnovirus (IV) y Bracovirus (BV).
Charles Darwin consideró incompatible el ciclo de vida de estos insectos con la Teología natural, por la forma en que se alimentan del huésped y la lentitud en que se desarrollan sus huevos. La hembra pone los huevos en el interior, sobre o cercanos al huésped para que al emerger se alimenten de él interiormente o externamente, matándolo únicamente cuando se encuentran preparados para pupar.
Son insectos solitarios y se caracterizan por ser parásitos de larvas y adultos de otras especies, aun cuando algunos pongan sus huevos en madera. Su tamaño va de 3mm a 13 cm, teniendo algunas hembras un ovipositor extremadamente largo, el cual aun por su aspecto amenazador, no es capaz de picar. Los miembros de la familia Ichneumonidae son de mayor tamaño que los de la familia Braconidae. Las dos familias se distinguen fácilmente por la venación de sus alas.

## Morfología
Generalmente tienen dos venas recurrentes en las alas, a diferencia de los miembros de la familia Braconidae, donde está ausente o tienen una sola.

## Evolución
El parasitoidismo evolucionó una sola vez en Hymenoptera, durante el Pérmico, llevando al clado Apocrita.  Apocrita surgió durante el Jurásico.
|  | Ichneumonidae |
|  |               |
|  | Braconidae    |
|  |               |

|  | Chalcidoidea y parientes |

Morfología del ala de Ichneumonidae

Morfología del ala de Braconidae

|  |                          |
|  | Aculeata                 |
|  |                          |

|  | Ichneumonidae |
|  |               |
|  | Braconidae    |
|  |               |

|  | Chalcidoidea y parientes |
|  |                          |
|  | Aculeata                 |
|  |                          |

|  | Ichneumonidae |
|  |               |
|  | Braconidae    |
|  |               |

|  | Chalcidoidea y parientes |
|  |                          |
|  | Aculeata                 |
|  |                          |

|  | Ichneumonidae |
|  |               |
|  | Braconidae    |
|  |               |

|  | Chalcidoidea y parientes |
|  |                          |
|  | Aculeata                 |
|  |                          |

|  | Ichneumonidae |
|  |               |
|  | Braconidae    |
|  |               |

|  | Chalcidoidea y parientes |
|  |                          |
|  | Aculeata                 |
|  |                          |

|  | Ichneumonidae |
|  |               |
|  | Braconidae    |
|  |               |

|  | Chalcidoidea y parientes |
|  |                          |
|  | Aculeata                 |
|  |                          |

|  | Ichneumonidae |
|  |               |
|  | Braconidae    |
|  |               |

|  | Chalcidoidea y parientes |
|  |                          |
|  | Aculeata                 |
|  |                          |

|  | Ichneumonidae |
|  |               |
|  | Braconidae    |
|  |               |

|  | Chalcidoidea y parientes |
|  |                          |
|  | Aculeata                 |
|  |                          |